# Shanghai Tower
Shanghai Tower česky Šanghajská věž (čínsky v českém přepisu Šang-chaj Čung-sin Ta-ša, znaky 上海中心大厦) je mrakodrap na poloostrově Lu-ťia-cuej v Pchu-tungu v Šanghaji. Byl navržen americkou firmou Gensler a je vlastněn čínským státem, cena je odhadována na více než 2,4 miliardy dolarů. Tato budova je vysoká 632 metrů a má 128 pater, je v ní plocha 380 000 m2. Je využívána pro kanceláře, maloobchodníky a volnočasové aktivity. Stavba této budovy začala v prosinci 2008, svého vrcholu dosáhla 3. srpna 2013, vnějšek budovy byl dokončen v létě 2015.
K roku 2021 je to 2. nejvyšší budova světa a nejvyšší stavba v Číně. Vyhlídková plošina umístěná 561 m nad terénem je k roku 2021 nejvyšší veřejně přístupnou vyhlídkou z budovy na světě.

## Snaha o udržitelnost
Na Šanghajské věži se nachází několik prvků, které se snaží minimalizovat vliv stavby na životní prostředí. V roce 2013 ji mluvčí architektonické firmy Gensler označil jako nejekologičtější super vysoký mrakodrap své doby.
Jedním z těchto prvků je dvojvrstvá izolační fasáda, díky které není v budově v létě horko a v zimě naopak budovu hřeje. Dešťová voda která napadne na vršek budovy se dostává do podzemních nádrží pod budovou, kde se připraví na použití v mrakodrapu. I když většinu energie v budově má zajišťovat městská elektrická síť, u vrcholu budovy jsou otvory ve fasádě ve kterých jsou větrné turbíny s vertikální osou otáčení, které produkují přibližně 350 000 kWh za rok, fungují tedy jako doplňkový zdroj energie budovy.

## Využití
Následující tabulka zobrazuje přibližné využití pater budovy:
| Patra   | Využití            |
| ------- | ------------------ |
| 128     | Technické zázemí   |
| 124–127 | Komunikace         |
| 121–123 | Observatoř         |
| 111–120 | Kanceláře          |
| 84–110  | Hotel              |
| 101     | Hotelová hala      |
| 81–83   | Technické zázemí   |
| 61–80   | Kanceláře          |
| 60      | Hala pro kanceláře |
| 58–59   | Technické zázemí   |
| 35–57   | Kanceláře          |
| 34      | Hala pro kanceláře |
| 31–33   | Technické zázemí   |
| 8–30    | Kanceláře          |
| 6–7     | Technické zázemí   |
| B2–5    | Obchody k pronájmu |
| B5–B3   | Parkoviště         |

### Externí odkazy

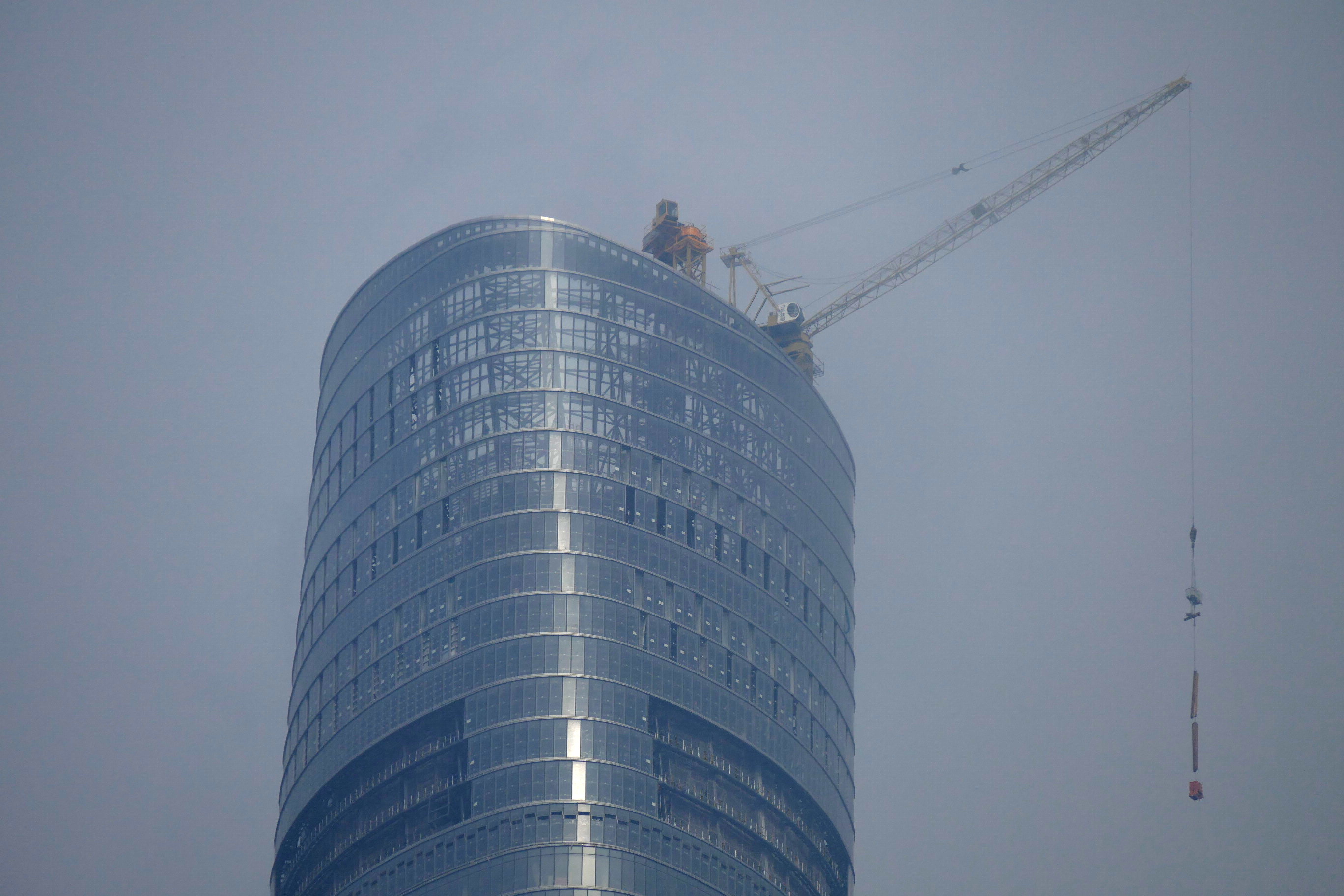
Detail vršku stavby, ve kterém jsou otvory pro větrné turbíny s vertikální osou otáčení